# インフィニア And Eカンパニー
INFINIA And E COMPANY（インフィニア株式会社　And Eカンパニー）は、メイドカフェなどのエンターテイメントカフェ事業を展開するインフィニア株式会社の社内カンパニー、スペースシャワーネットワークグループのタレントマネジメントプロダクションである。設立は2018年。

## 概要
- 新人タレントの発掘から育成、マネージメント業務によるメディアへの露出、さらにはキャスティングによる企画や制作までを担うエンターテインメント事業。
- タレントキャスティングに関して請け負うキャスティング事業。
- 現役メイドによるポップユニット「あっとせぶんてぃーん」をはじめ、タレント適性の高いメイドをモデル、演技、声優など幅広いジャンルで活躍できるよう育成し、様々なメディア・事業へのエージェント業務を行う＠ほぉ〜むカフェメイドタレント事業。これら３つを主な事業としている。

## 所属タレント
女性タレント
- 長尾麻由
- hitomi
- きっかわ純子

あっとどーるず（＠ほぉ〜むカフェ現役メイド モデル部門）
- あらた
- うに
- かしま
- かんな
- モナカ
- らにゃ
- 流星

あっとアクトレス（＠ほぉ〜むカフェ現役メイド 女優部門）
- ランゼ
- れたす
- マリン

あっとふぁんたじすた（＠ほぉ〜むカフェ現役メイド 歌手・タレント部門）
- あゆ
- えまちぃ
- かぴ
- 狛
- さゆり
- すみれ
- ナギ
- はぐみ
- もちた
- ゆずは
- あくあ

男性タレント
- 山口純

俳優
- 山下征志
- 松代大介

音楽家
- Yohei Nakamura

ユニット
- あっとせぶんてぃーん
- Rev:robe